# Louis Le Pensec

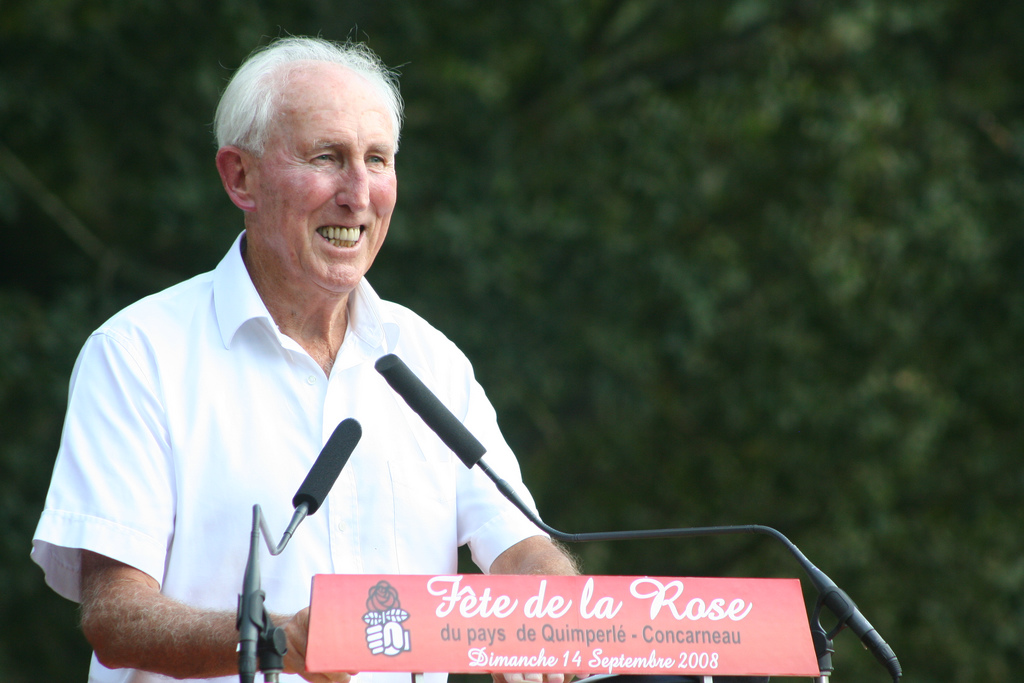
Louis Le Pensec bei einer Rede am 14. September 2008

Louis Le Pensec (* 8. Januar 1937 in Mellac, Département Finistère; † 10. Januar 2024) war ein französischer Politiker der Parti socialiste (PS), der Mitglied der Nationalversammlung und des Senats sowie mehrmals Minister war.

## Leben
Le Pensec absolvierte ein Studium der Wirtschaftswissenschaften an der Universität Rennes 1 und war als Lehrer sowie Unternehmensberater tätig.
Bei den Wahlen vom 11. März 1973 wurde Le Pensec als Kandidat der Parti Socialiste erstmals zum Abgeordneten in die Nationalversammlung gewählt und vertrat dort bis zum 27. September 1998 die Interessen des Wahlkreises Finistère VIII.
Am 22. Mai 1981 wurde Le Pensec von Premierminister Pierre Mauroy als Minister für Meeresfragen (Ministre de la Mer) in dessen Kabinett berufen und bekleidete dieses Ministeramt bis zur Kabinettsumbildung am 22. März 1983.
Anschließend war er zwischen 1986 und 1988 zeitweilig Mitglied des Parlamentsausschusses für die nationale Verteidigung und Streitkräfte, des Ausschusses für Produktion und Handel und des Ausschusses für auswärtige Angelegenheiten sowie von Juni 1987 bis Mai 1988 Berichterstatter für den Haushalt.
Premierminister Rocard berief ihn am 23. Mai 1988 abermals zum Minister für Meeresfragen in dessen erstes Kabinett, ehe er im Zuge einer Regierungsumbildung im zweiten Kabinett Rocard Minister für die Übersee-Départements und Überseegebiete (Ministre des Départements et Territoires d’outre-mer) wurde. Diesen Posten bekleidete er auch in den nachfolgenden Regierungen von Édith Cresson und Pierre Bérégovoy bis zum 29. März 1993. Zugleich war er im zweiten Kabinett Rocard vom 14. Februar 1989 bis zum 16. Mai 1991 auch Regierungssprecher (Porte Parole du Gouvernement).
Anschließend war er abermals zeitweise Mitglied des Parlamentsausschusses für Produktion und Handel, des Ausschusses für nationale Vereidigung und Streitkräfte sowie des Ausschusses für Verfassungsrecht, Gesetzgebung und allgemeine Verwaltung der Republik.
In der Regierung von Premierminister Lionel Jospin wurde Le Pensec schließlich am 4. Juni 1997 Minister für Landwirtschaft und Fischerei (Ministre de l’Agriculture et de la Pêche) und übte dieses Ministeramt bis zum 20. Oktober 1998 aus.
Nach seinem Ausscheiden aus der Nationalversammlung wurde er am 27. September 1998 erstmals zum Mitglied des Senats gewählt und gehörte diesem bis zum 30. September 2008 an. Während dieser Zeit war er zeitweilig Mitglied des Senatsausschusses für Kultur, des Senatsausschusses für Auswärtiges sowie des Senatsausschusses für nationale Vereidigung und Streitkräfte. Des Weiteren gehörte er als Mitglied der Senatsdelegation für die Europäische Union an. Louis Le Pensec verstarb im Januar 2024 2 Tage nach seinem 87. Geburtstag.